# Rovigo Calcio 2008-2009
Questa pagina raccoglie le informazioni riguardanti il Rovigo Calcio nelle competizioni ufficiali della stagione 2008-2009.

## Rosa
| N. |                            | Ruolo | Calciatore            |
| -- | -------------------------- | ----- | --------------------- |
|    | Italia (bandiera)          | C     | Gabriele Arnone       |
|    | Italia (bandiera)          | A     | Alessandro Castellan  |
|    | Italia (bandiera)          | C     | Vincenzo Catalano     |
|    | Italia (bandiera)          | D     | Vincenzo Chiarello    |
|    | Italia (bandiera)          | A     | Andrea Cocco          |
|    | Italia (bandiera)          | D     | Matteo Dionisi        |
|    | Francia (bandiera)         | A     | Souleymane Doukara    |
|    | Rep. Dominicana (bandiera) | A     | José Espinal          |
|    | Italia (bandiera)          | C     | Giovanni Furlanetto   |
|    | Italia (bandiera)          | C     | Marco Giovannetti     |
|    | Argentina (bandiera)       | D     | Gerald Ruben Grighini |
|    | Camerun (bandiera)         | C     | Daniel Maa Bomsong    |
|    | Italia (bandiera)          | P     | Igor Missaggia        |
|    | Italia (bandiera)          | A     | Roberto Novello       |
|    | Nigeria (bandiera)         | D     | Mathew Olorunleke     |
|    | Italia (bandiera)          | D     | Alberto Paoli         |

| N. |                      | Ruolo | Calciatore           |
| -- | -------------------- | ----- | -------------------- |
|    | Italia (bandiera)    | A     | Fabio Paterna        |
|    | Italia (bandiera)    | A     | Francesco Piemontese |
|    | Italia (bandiera)    | D     | Danilo Pistillo      |
|    | Italia (bandiera)    | C     | Matteo Provvedi      |
|    | Italia (bandiera)    | D     | Gabriele Rodighiero  |
|    | Italia (bandiera)    | P     | Enrico Rosellini     |
|    | Svizzera (bandiera)  | A     | David Sesa           |
|    | Nigeria (bandiera)   | D     | Jero Shakpoke        |
|    | Italia (bandiera)    | D     | Simone Smania        |
|    | Italia (bandiera)    | C     | Nicola Stocco        |
|    | Italia (bandiera)    | C     | Andrea Tecchio       |
|    | Italia (bandiera)    | D     | Christian Terni      |
|    | Italia (bandiera)    | D     | Andrea Torta         |
|    | Argentina (bandiera) | C     | Leonardo Raúl Villa  |
|    | Italia (bandiera)    | P     | Gianluca Vivan       |
|    | Italia (bandiera)    | C     | Giovanni Vriz        |

## Risultati

### Andata
| Viareggio 31 agosto 2008 1ª Giornata | Viareggio | 2 – 1 | Rovigo | Stadio dei Pini |

| Rovigo 7 settembre 2008 2ª Giornata | Rovigo | 1 – 3 | Prato | Stadio Francesco Gabrielli |

| Carrara 14 settembre 2008 3ª Giornata | Carrarese | 2 – 1 | Rovigo | Stadio dei Marmi |

| Rovigo 21 settembre 2008 4ª Giornata | Rovigo | 2 – 2 | Bellaria Igea Marina | Stadio Francesco Gabrielli |

| Colle di Val d'Elsa 28 settembre 2008 5ª Giornata | Colligiana | 1 – 1 | Rovigo | Stadio Gino Manni |

| Rovigo 5 ottobre 2008 6ª Giornata | Rovigo | 1 – 1 | Gubbio | Stadio Francesco Gabrielli |

| Genzano di Roma 12 ottobre 2008 7ª Giornata | Cisco Roma | 2 – 0 | Rovigo | Stadio Bruno Abbatini |

| Rovigo 19 ottobre 2008 8ª Giornata | Rovigo | 2 – 4 | Giacomense | Stadio Francesco Gabrielli |

| Monte San Giusto 26 ottobre 2008 9ª Giornata | Sangiustese | 1 – 1 | Rovigo | Stadio comunale |

| Rovigo 2 novembre 2008 10ª Giornata | Rovigo | 0 – 2 | Bassano Virtus | Stadio Francesco Gabrielli |

| Serravalle 9 novembre 2007 11ª Giornata | San Marino | 0 – 0 | Rovigo | Stadio Olimpico di Serravalle |

| Rovigo 16 novembre 2008 12ª Giornata | Rovigo | 0 – 1 | Sangiovannese | Stadio Francesco Gabrielli |

| Santa Croce sull'Arno 23 novembre 2008 13ª Giornata | CuoioCappiano | 1 – 2 | Rovigo | Stadio Libero Masini |

| Celano 30 novembre 2008 14ª Giornata | Celano | 2 – 0 | Rovigo | Stadio Fabio Piccone |

| Rovigo 7 dicembre 2008 15ª Giornata | Rovigo | 0 – 0 | Figline | Stadio Francesco Gabrielli |

| Poggibonsi 14 dicembre 2008 16ª Giornata | Poggibonsi | 2 – 1 | Rovigo | Stadio Stefano Lotti |

| Rovigo 21 dicembre 2008 17ª Giornata | Rovigo | 0 – 0 | Giulianova | Stadio Francesco Gabrielli |

### Ritorno
| Rovigo 11 gennaio 2009 18ª Giornata | Rovigo | 1 – 0 | Viareggio | Stadio Francesco Gabrielli |

| Prato 18 gennaio 2009 19ª Giornata | Prato | 2 – 1 | Rovigo | Stadio Lungobisenzio |

| Rovigo 25 gennaio 2009 20ª Giornata | Rovigo | 0 – 0 | Carrarese | Stadio Francesco Gabrielli |

| Bellaria Igea Marina 1 febbraio 2009 21ª Giornata | Bellaria Igea Marina | 2 – 1 | Rovigo | Stadio Enrico Nanni |

| Rovigo 15 febbraio 2009 22ª Giornata | Rovigo | 1 – 1 | Colligiana | Stadio Francesco Gabrielli |

| Gubbio 22 febbraio 2009 23ª Giornata | Gubbio | 1 – 1 | Rovigo | Stadio Pietro Barbetti |

| Rovigo 1º marzo 2009 24ª Giornata | Rovigo | 0 – 1 | Cisco Roma | Stadio Francesco Gabrielli |

| Ferrara 8 marzo 2009 25ª Giornata | Giacomense | 2 – 2 | Rovigo | Stadio Paolo Mazza |

| Rovigo 15 marzo 2009 26ª Giornata | Rovigo | 0 – 0 | Sangiustese | Stadio Francesco Gabrielli |

| Bassano del Grappa 29 marzo 2009 27ª Giornata | Bassano Virtus | 1 – 1 | Rovigo | Stadio Rino Mercante |

| Rovigo 5 aprile 2009 28ª Giornata | Rovigo | 2 – 1 | San Marino | Stadio Francesco Gabrielli |

| San Giovanni Valdarno 11 aprile 2009 29ª Giornata | Sangiovannese | 2 – 1 | Rovigo | Stadio Virgilio Fedini |

| Rovigo 19 aprile 2009 30ª Giornata | Rovigo | 2 – 0 | CuoioCappiano | Stadio Francesco Gabrielli |

| Rovigo 26 aprile 2009 31ª Giornata | Rovigo | 0 – 0 | Celano | Stadio Francesco Gabrielli |

| Figline Valdarno 3 maggio 2009 32ª Giornata | Figline | 1 – 1 | Rovigo | Stadio Goffredo del Buffa |

| Rovigo 10 maggio 2009 33ª Giornata | Rovigo | 2 – 0 | Poggibonsi | Stadio Francesco Gabrielli |

| Giulianova 17 maggio 2009 34ª Giornata | Giulianova | 3 – 0 | Rovigo | Stadio Rubens Fadini |